# Grury
Grury est une commune française située dans le département de Saône-et-Loire, en région Bourgogne-Franche-Comté.

## Géographie
Grury se situe au carrefour de trois zones géographiques : le Charollais, la Sologne bourbonnaise et le Morvan. La commune est située à environ 15 kilomètres de l'Allier et 8 kilomètres de la Nièvre. Elle se situe également au centre du triangle de trois communes : Luzy, Bourbon-Lancy et Gueugnon.

### Climat
Pour des articles plus généraux, voir Climat de la Bourgogne-Franche-Comté et Climat de Saône-et-Loire.
En 2010, le climat de la commune est de type climat océanique dégradé des plaines du Centre et du Nord, selon une étude du Centre national de la recherche scientifique s'appuyant sur une série de données couvrant la période 1971-2000. En 2020, Météo-France publie une typologie des climats de la France métropolitaine dans laquelle la commune est exposée à un climat océanique altéré et est dans la région climatique Centre et contreforts nord du Massif Central, caractérisée par un air sec en été et un bon ensoleillement.
Pour la période 1971-2000, la température annuelle moyenne est de 10,7 °C, avec une amplitude thermique annuelle de 16,6 °C. Le cumul annuel moyen de précipitations est de 897 mm, avec 12,6 jours de précipitations en janvier et 7,6 jours en juillet. Pour la période 1991-2020, la température moyenne annuelle observée sur la station météorologique de Météo-France la plus proche, « Cressy », sur la commune de Cressy-sur-Somme à 4 km à vol d'oiseau, est de 12,0 °C et le cumul annuel moyen de précipitations est de 915,9 mm. 
La température maximale relevée sur cette station est de 41,1 °C, atteinte le 24 juillet 2019 ; la température minimale est de −22 °C, atteinte le 16 janvier 1985,,.
Les paramètres climatiques de la commune ont été estimés pour le milieu du siècle (2041-2070) selon différents scénarios d'émission de gaz à effet de serre à partir des nouvelles projections climatiques de référence DRIAS-2020. Ils sont consultables sur un site dédié publié par Météo-France en novembre 2022.

## Urbanisme

### Typologie
Au 1er janvier 2024, Grury est catégorisée commune rurale à habitat très dispersé, selon la nouvelle grille communale de densité à sept niveaux définie par l'Insee en 2022.
Elle est située hors unité urbaine. Par ailleurs la commune fait partie de l'aire d'attraction de Gueugnon, dont elle est une commune de la couronne,. Cette aire, qui regroupe 12 communes, est catégorisée dans les aires de moins de 50 000 habitants,.

### Occupation des sols
L'occupation des sols de la commune, telle qu'elle ressort de la base de données européenne d’occupation biophysique des sols Corine Land Cover (CLC), est marquée par l'importance des territoires agricoles (91,3 % en 2018), en diminution par rapport à 1990 (92,2 %). La répartition détaillée en 2018 est la suivante : prairies (54,3 %), zones agricoles hétérogènes (36 %), forêts (7,5 %), zones urbanisées (1,3 %), terres arables (0,9 %). L'évolution de l’occupation des sols de la commune et de ses infrastructures peut être observée sur les différentes représentations cartographiques du territoire : la carte de Cassini (XVIIIe siècle), la carte d'état-major (1820-1866) et les cartes ou photos aériennes de l'IGN pour la période actuelle (1950 à aujourd'hui).

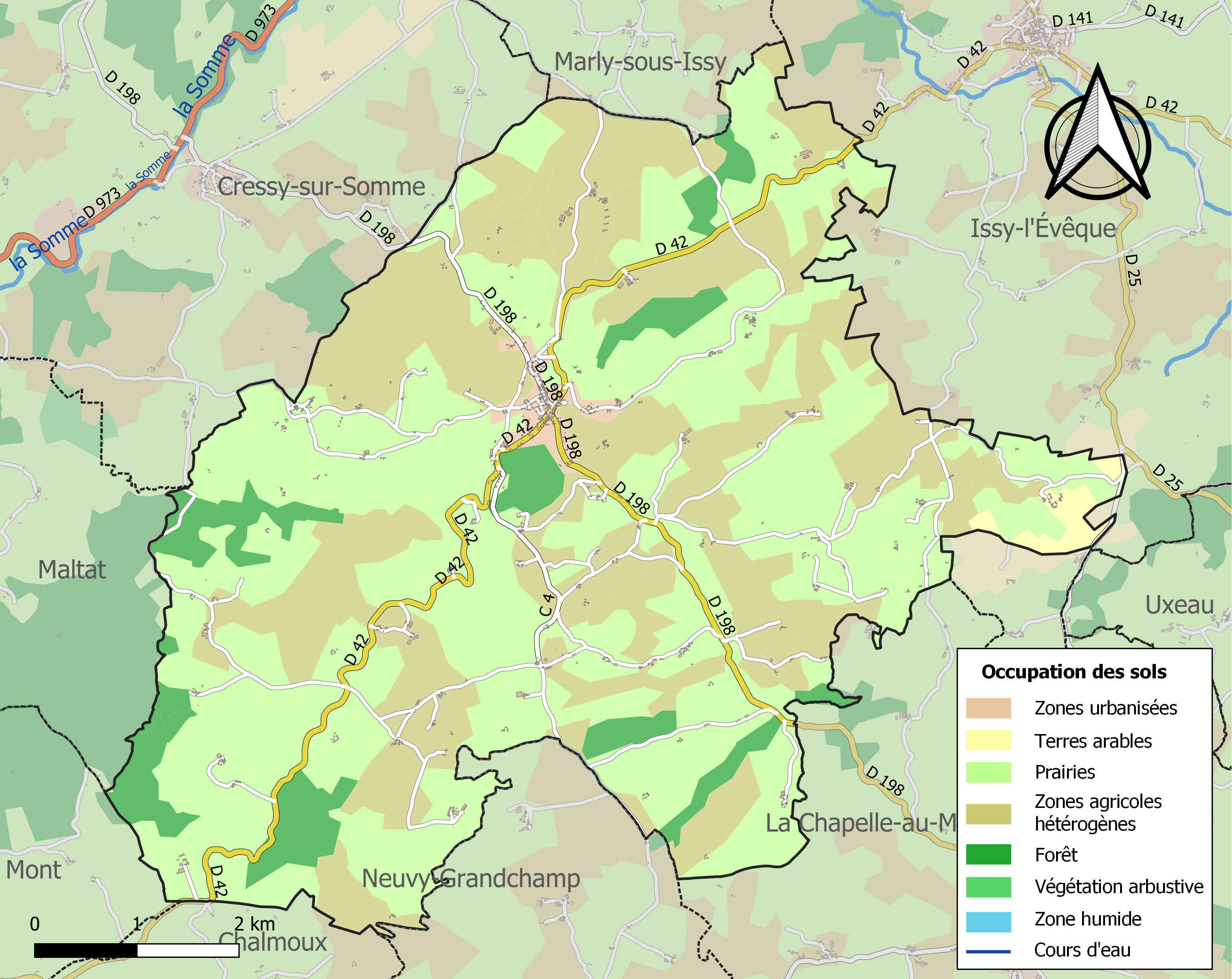
Carte des infrastructures et de l'occupation des sols de la commune en 2018 (CLC).

## Histoire
La baronnie de Montperroux avait été détachée des terres de l'évêché d'Autun au profit d'un cadet de la famille de Bourbon-Lancy. Par héritage, elle passa, en 1415, aux Palatin de Dyo qui en furent dépossédés à la Révolution. Le château est attesté depuis le XIIIe siècle. C'était alors une imposante forteresse qui fut remaniée au XVIe. Le château fut vendu comme bien national en 1795 à JB Mathieu, maire de Grury.
En 1871, il fut procédé à la démolition de l'église, qui était placée sous le vocable de saint Jean-Baptiste et se situait en contrebas du village, sur la route de Montperroux et de Toulon-sur-Arroux.
À partir de 1903, sur les conseils de Victor Berthier, membre de la Société d'histoire naturelle d'Autun, le géologue Hippolyte Marlot entreprit des travaux à Grury en raison de la présence dans le sous-sol de la commune de gisements de pyromorphite. De cette mine, qui fut visitée par Paul et Marie Curie, fut extrait le premier gramme d'uranium français. Cette mine n'existe plus aujourd'hui, elle a été fermée en 1989 en ce qui concerne le site des Jallerys.

## Politique et administration
| Période                                  | Période           | Identité          | Étiquette | Qualité |
| ---------------------------------------- | ----------------- | ----------------- | --------- | ------- |
| 1953                                     | 1977              | Raymond Gonin     |           |         |
| 1977                                     | 1983              | Armand Daubrosses |           |         |
| 1983                                     | 1989              | Pierre Cheuret    |           |         |
| 1989                                     | 1995              | Henri Potier      |           |         |
| 1995                                     | 2001              | Louis Deroche     |           |         |
| 2001                                     | septembre 2001    | Henri Lahaix      |           |         |
| septembre 2001                           | fin décembre 2001 | France Chartier   |           |         |
| 2002                                     | 2013              | Nathalie Pagnier  |           |         |
| 2013                                     | en cours          | Guillaume Paquier | PS        |         |
| Les données manquantes sont à compléter. |                   |                   |           |         |

## Démographie
L'évolution du nombre d'habitants est connue à travers les recensements de la population effectués dans la commune depuis 1793. Pour les communes de moins de 10 000 habitants, une enquête de recensement portant sur toute la population est réalisée tous les cinq ans, les populations de référence des années intermédiaires étant quant à elles estimées par interpolation ou extrapolation. Pour la commune, le premier recensement exhaustif entrant dans le cadre du nouveau dispositif a été réalisé en 2005.

En 2022, la commune comptait 494 habitants, en évolution de −8,01 % par rapport à 2016 (Saône-et-Loire : −1,06 %, France hors Mayotte : +2,11 %).
| 1793  | 1800  | 1806  | 1821  | 1831  | 1836  | 1841  | 1846  | 1851  |
| ----- | ----- | ----- | ----- | ----- | ----- | ----- | ----- | ----- |
| 1 287 | 1 168 | 1 170 | 1 292 | 1 304 | 1 316 | 1 203 | 1 267 | 1 196 |

| 1856  | 1861  | 1866  | 1872  | 1876  | 1881  | 1886  | 1891  | 1896  |
| ----- | ----- | ----- | ----- | ----- | ----- | ----- | ----- | ----- |
| 1 200 | 1 151 | 1 100 | 1 238 | 1 278 | 1 306 | 1 336 | 1 360 | 1 342 |

| 1901  | 1906  | 1911  | 1921  | 1926  | 1931  | 1936 | 1946 | 1954  |
| ----- | ----- | ----- | ----- | ----- | ----- | ---- | ---- | ----- |
| 1 350 | 1 314 | 1 236 | 1 111 | 1 076 | 1 023 | 999  | 890  | 1 066 |

| 1962  | 1968  | 1975  | 1982 | 1990 | 1999 | 2005 | 2006 | 2010 |
| ----- | ----- | ----- | ---- | ---- | ---- | ---- | ---- | ---- |
| 1 131 | 1 053 | 1 011 | 851  | 770  | 666  | 577  | 570  | 541  |

| 2015 | 2020 | 2022 | - | - | - | - | - | - |
| ---- | ---- | ---- | - | - | - | - | - | - |
| 537  | 502  | 494  | - | - | - | - | - | - |

## Culture locale et patrimoine

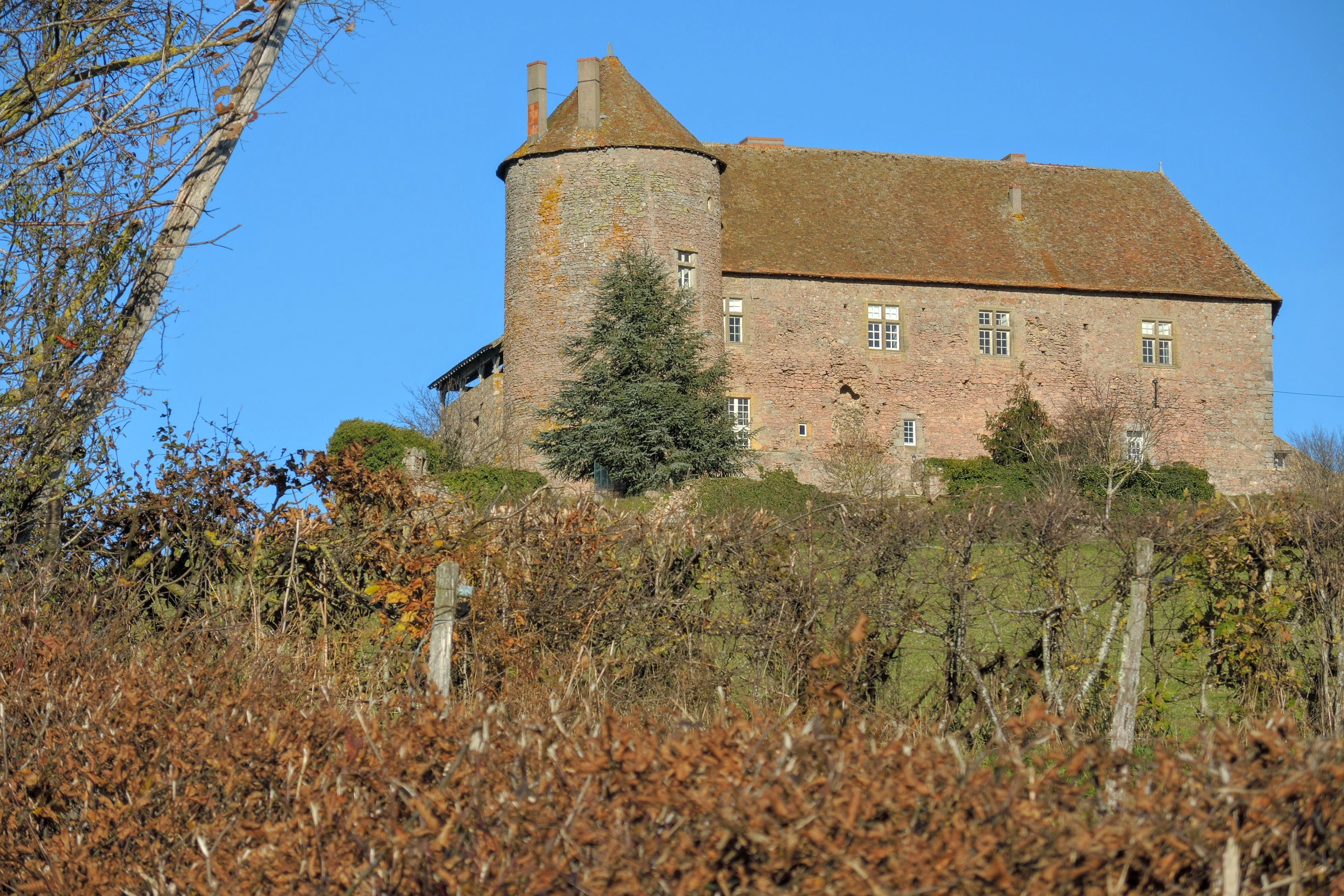
Le château de Montperroux.

### Lieux et monuments
Sont à voir sur le territoire de la commune :
- l'église de Grury, sous le vocable du martyr de saint Jean-Baptiste ;
- le château de Montperroux  Inscrit MH (2014)[20].

## Pour approfondir